# Carolus Thermen

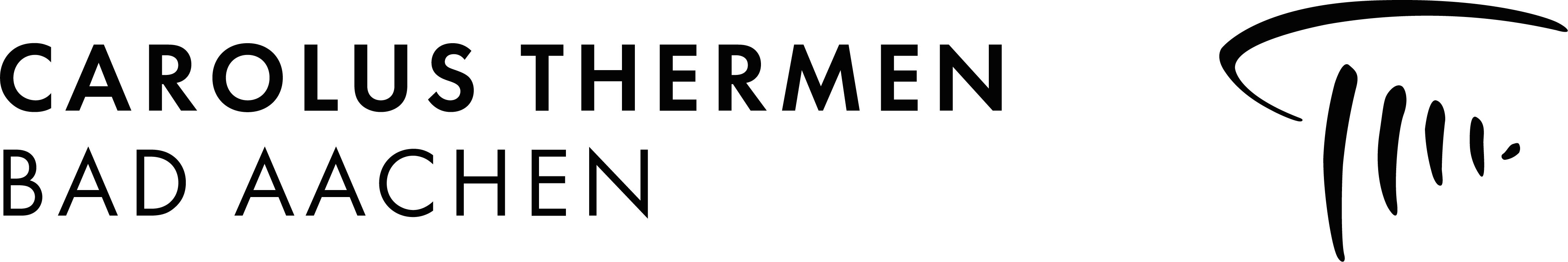
Logo der Carolus Thermen Bad Aachen

Die Carolus Thermen in Aachen sind ein freizeitorientiertes Thermalbad mit angeschlossener Saunaanlage. Sie wurden von 1998 bis 2001 nach Plänen des Münchener Architekten Rudolf Wienands erbaut. Die Thermen werden von der am 30. Dezember 1932 gegründeten städtischen Kur- und Badegesellschaft mbH (KuBa) betrieben, die auch die Aufgaben der Kurverwaltung für das staatlich anerkannte Heilbad Aachen übernimmt.

## Geschichte

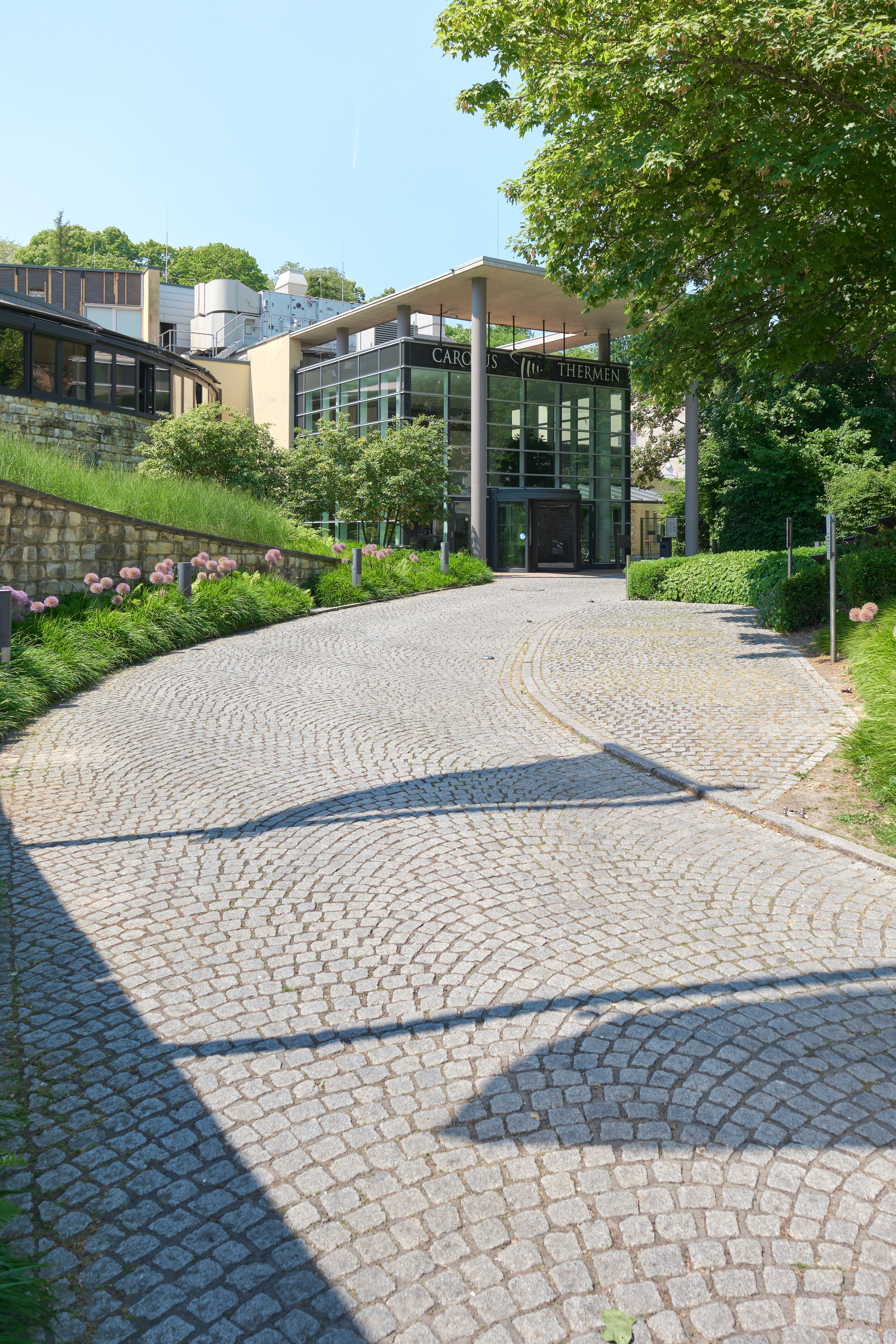
Eingangsbereich der Carolus Thermen

Benannt ist das Thermalbad nach Karl dem Großen, für den die heißen Mineralquellen in Aachen ein wichtiger Grund waren, hier eine seiner Königspfalzen zu errichten. Aachen hat eine 2000-jährige Badetradition; es gehörte ab 85 n. Chr. zur römischen Provinz Germania inferior. 
Im Zweiten Weltkrieg wurden Badehäuser und Badeanstalten zerstört – teils durch Luftangriffe der Westalliierten (12. Mai 1940 bis Oktober 1944) und teils durch Bodenkämpfe während der Schlacht um Aachen im Oktober 1944.
Das letzte innerstädtische Thermalbad – das Römerbad am Büchel – wurde 1996 geschlossen. Bis zum 30. Dezember 2000 wurde noch das Kurbad im Quellenhof (Monheimsallee) betrieben. Die Carolus Thermen wurden am 9. Februar 2001 eröffnet.
Im Sommer 2007 wurden umfangreiche Sanierungs- und Verbesserungsmaßnahmen durchgeführt, bei denen unter anderem Teile der Fassade erneuert, Fliesen ausgetauscht und die Verwöhnwelt ausgebaut wurde.
Im Juli 2011 und Juli 2013 wurden umfangreiche Grundreinigungs- und Wartungsarbeiten durchgeführt. Das Dampfbad in der Thermalwelt musste dabei aus „bauphysikalischen Gründen“ zunächst komplett zurückgebaut werden.
Nach einem aufwändigen Neubau des Dampfbades wurde es im Januar 2012 unter dem Namen Strokkur eröffnet. Mit einem Investitionsvolumen von rund 100.000 € wurde ein Sole-Dampfbad gebaut, das dem isländischen Geysir Strokkur nachempfunden ist.
Ein als Karawanserei gestaltetes Solarium mit beheiztem Sand und simuliertem Tag-/Nachtwechsel musste 2014 endgültig geschlossen werden, weil benötigte Ersatzteile nicht mehr verfügbar waren.
Aufgrund der Covid-19-Pandemie blieben die Carolus Thermen vom 18. März 2020 bis zum 1. November 2021 geschlossen. Während dieser Zeit wurden diverse Renovierungs- und Sanierungsarbeiten in nahezu allen Bereichen vorgenommen.

## Lage
Die Carolus Thermen Bad Aachen liegen im Kurgebiet Monheimsallee am Rande des Aachener Stadtgartens in der Passstraße.

## Thermalwasser

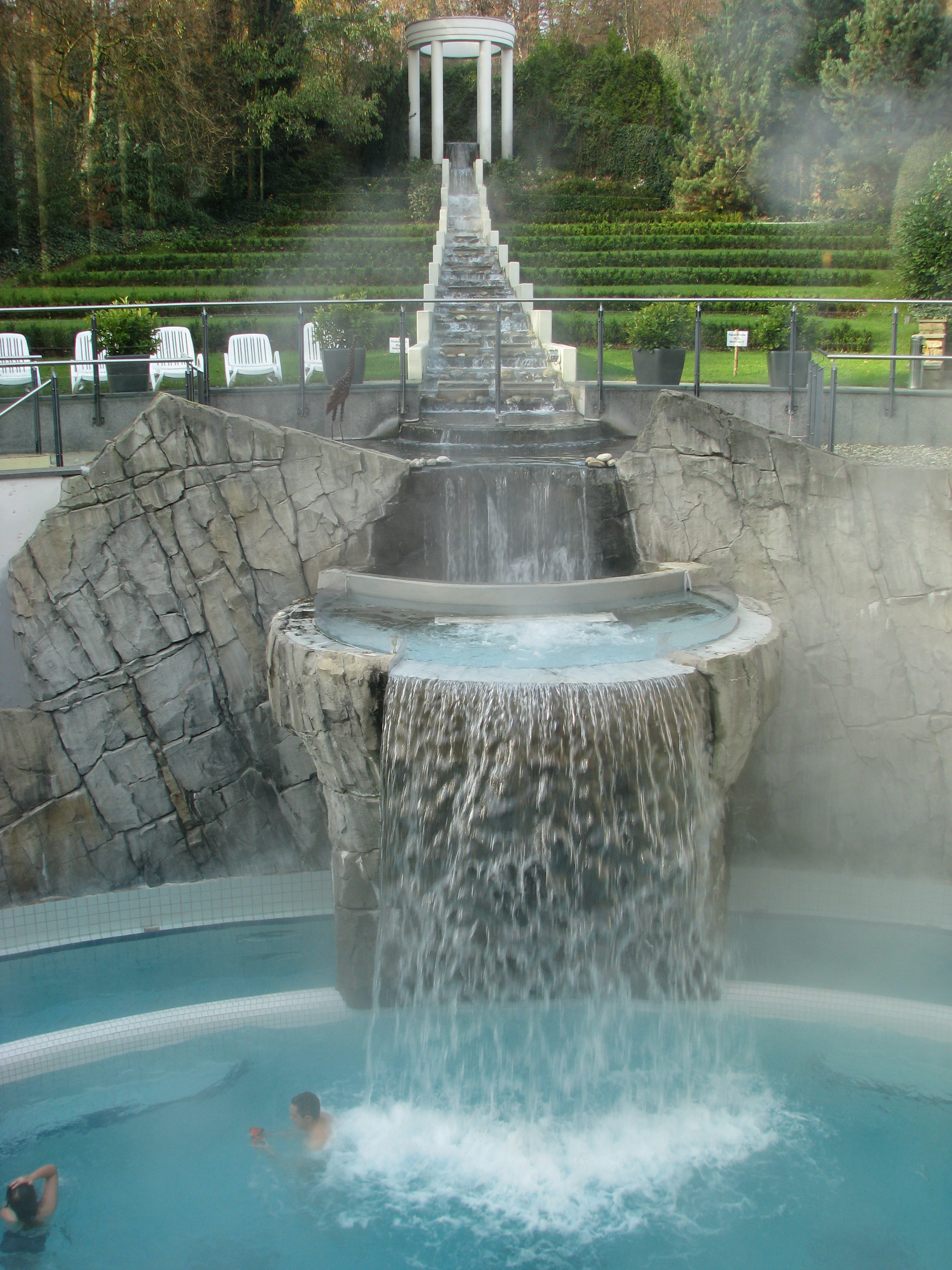
Reminiszenz an 2000 Jahre Badekultur in Aachen

Die Carolus Thermen nutzen das Aachener Mineral-Thermalwasser der staatlich anerkannten Heilquelle Rosenquelle in der Komphausbadstraße in der Aachener Innenstadt. Das 47 °C warme Thermalwasser der Rosenquelle gehört zu schwefel- und fluoridhaltigen Natrium-Chlorid-Hydrogenkarbonat-Thermen und wird über eine Leitung bis in die Thermen geleitet und dort für den Badebetrieb aufbereitet. Das Thermalwasser verfügt über eine Gesamtmineralisation von 4,2 g/l. Seit 1936 versorgte die Rosenquelle die Thermalwasser-Badehalle des Quellenhof.

## Einrichtungen

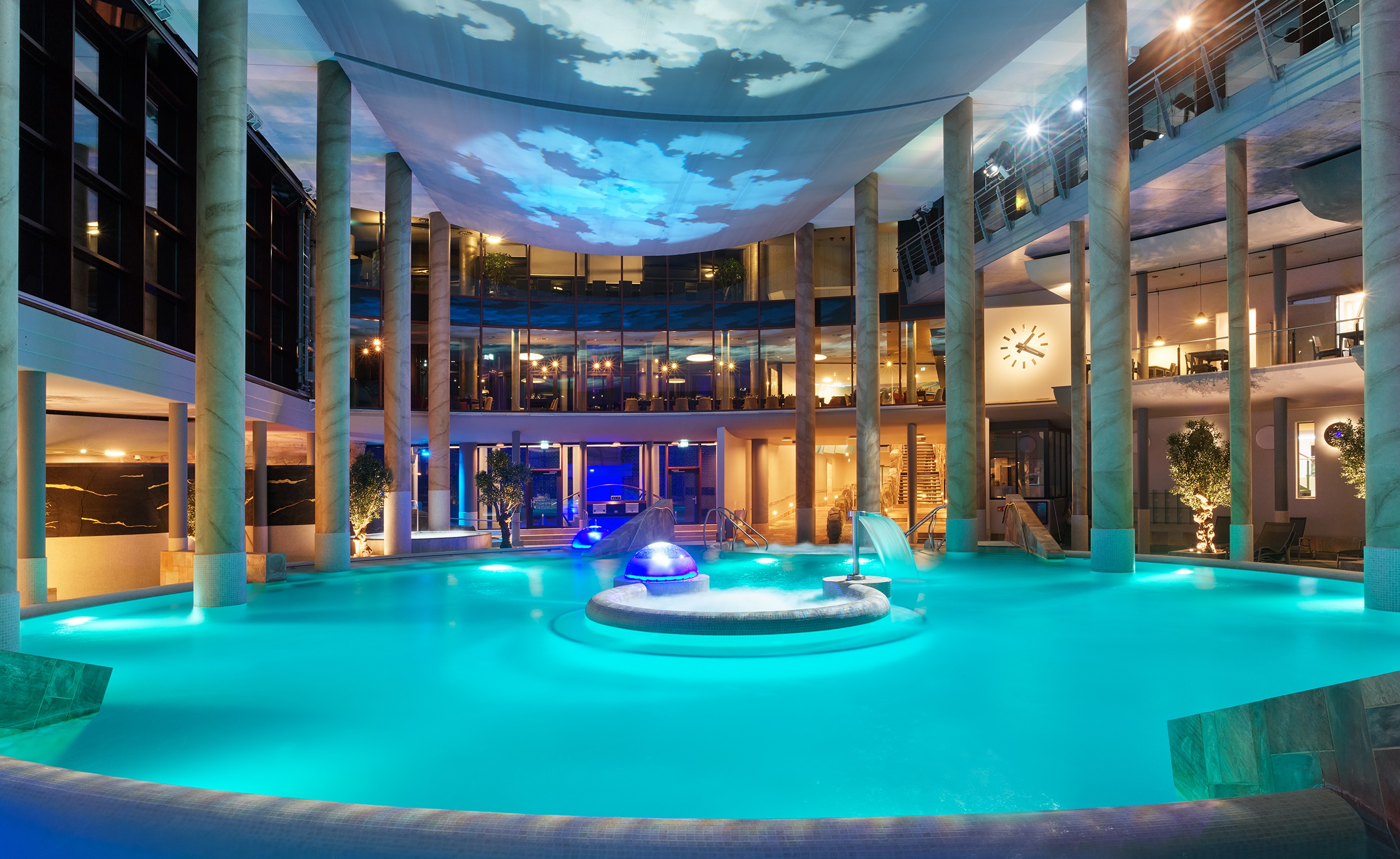
Das Herzstück – Die große Badehalle in der Thermalwelt

Die Carolus Thermen sind in unterschiedliche Themenbereiche unterteilt – die Thermalwelt, die Saunawelt, die Verwöhnwelt sowie die Schlemmerwelt.
In der Thermalwelt befinden sich acht Pools – innen und außen – alle gefüllt mit Thermal-Mineralwasser der Rosenquelle zwischen 18 °C und 38 °C. Des Weiteren gibt es einen Ruheraum, in dem regelmäßig Meditationen stattfinden, ein Dampfbad, einen großen Außenbereich mit einem angelegten Sandstrand, eine Sonnenterrasse und weitere Liegeflächen.
Die Saunawelt ist unterteilt in die Baltische Saunalandschaft, die Orientalische Badewelt, den Saunagarten und das Feminarium (Frauensaunabereich). Insgesamt gibt es 14 Saunen und Dampfbäder mit unterschiedlichen Temperaturen und Luftfeuchtigkeiten. Außerdem findet man in diesem Bereich Fußwärmebecken, einen Saunasee, Außenflächen mit Strandkörben und Liegen, mehrere Ruheräume.
Ergänzt werden diese Bereiche durch die Verwöhnwelt, das CAROLUS spa und die Schlemmerwelt mit drei Restaurants.
Insgesamt verfügen die Carolus Thermen Bad Aachen über 932 m² Wasserfläche im Innen- und Außenbereich. Das Grundstück der Anlage ist ca. 13.000 m² groß.

## Zielgruppen
Die Angebote der Carolus Thermen richten sich vor allem an Wellnessgäste, die etwas für ihre Entspannung, ihr Wohlbefinden und ihre Gesundheit tun möchten.
Kindern bis 6 Jahren kann in den Carolus Thermen aufgrund der Zusammensetzung des mineralreichen Thermalwassers kein Eintritt gewährt werden, Kindern und Jugendlichen zwischen 6 und 15 Jahren nur in Begleitung eines Erwachsenen.

## Serviceeinrichtungen
Im hauseigenen CAROLUS spa bieten die Carolus Thermen Massagen, Bäder, Spa-Rituale, Beauty- und Hamam-Behandlungen an.
Die Carolus Thermen verfügen über drei Gastronomiebereiche: Das Bella Vista in der Thermalwelt, das Lemon Grass in der Saunawelt sowie das Mediterraneo, einem externen Restaurant.
Zum Thermenkomplex gehört ein eigenes Parkhaus mit 248 Stellplätzen.

## Auszeichnungen
Der Deutsche Wellness Verband hat die Carolus Thermen Bad Aachen mit dem Qualitätssiegel PREMIUM-Qualität mit Prädikat EXZELLENT ausgezeichnet.
Die Wellnesseinrichtung wurde darüber hinaus 2006 als Ökoprofit-Betrieb in der Städteregion Aachen ausgezeichnet.
Die Carolus Thermen besitzen außerdem das Qualitätszeichen Premium des Deutschen Sauna-Bundes e. V.